# Allium eduardi
Allium eduardi — вид рослин з родини амарилісових (Amaryllidaceae); поширений у центральній Азії.

## Опис
Цибулини щільно скупчені, вузько-яйцювато-циліндричні, діаметром 0.5–1 см, зазвичай вкриті загальною оболонкою, оболонка жовтувато-коричнева. Листки коротші від стеблини, ≈ 1 мм завширшки, півкруглі в розрізі, зверху жолобчасті. Стеблина 11–30 см, кругла в розрізі, гладка, вкрита листовими піхвами лише в основі. Зонтик напівсферичний. Оцвітина від блідо-пурпурної до пурпурної; сегменти довгасто-яйцюватих до довгасто-ланцетних, 5–6.5 × 2–2.5 мм; внутрішні ≈ на 1 мм довше зовнішніх. Період цвітіння: серпень.

## Поширення
Поширення: Казахстан, Монголія, північ Китаю, Росія — Алтай, Тува.
Населяє сухі схили, рівнини